# Akinkunmi Amoo
Akinkunmi Ayobami Amoo (ur. 7 czerwca 2002 w Ibadanie) – nigeryjski piłkarz występujący na pozycji prawego skrzydłowego w cypryjskim klubie Omonia Nikozja.

## Kariera klubowa
Amoo występował w młodzieżowych drużynach Brightville Academy oraz Sido's FC. W 2020 został zawodnikiem Hammarby IF. W Allsvenskan zadebiutował 13 września 2020 w zremisowanym 2:2 spotkaniu z Helsingborgs IF. Rok później Hammarby zdobyło Puchar Szwecji. W 2022 przeszedł do FC København. Pierwszy mecz w Superligaen rozegrał 4 marca 2022 z Randers FC (3:0). 13 września 2023 przeszedł do Omonii Nikozja.

## Kontrowersje
W Kwietniu 2022 Amoo został posądzony o napaść na tle seksualnym a we wrześniu 2022 roku Amoo został aresztowany i zatrzymany pod zarzutem napaści seksualnych w Kopenhadze. FC Kopenhaga przekazało mediom, że zawodnik jest kontuzjowany i nie zagra do końca sezonu. Klub spotkał się z falą krytyki za ukrywanie prawdziwej przyczyny jego nieobecności. Według doniesień, incydent miał miejsce między kwietniem a sierpniem 2022 roku, co doprowadziło do jego aresztowania we wrześniu. W październiku 2022 roku, po miesiącu w areszcie, Amoo został zwolniony za kaucją. Został oskarżony o gwałt polegający na innej czynności seksualnej niż stosunek, zniesławienie, próbę gwałtu oraz naruszenia wobec dwóch innych kobiet, jak i także nie można było ujawniać jego wizerunku publicznie. 27 czerwca 2023 roku kilka nigeryjskich mediów podało, że Amoo został skazany na rok więzienia za napaści seksualne, a po odbyciu wyroku ma zostać zdeportowany. Po nieudanej apelacji w czerwcu 2024 roku, duńskie media ujawniły tożsamość Amoo jako sprawcy i potwierdziły wyroki.

## Statystyki kariery
Stan na 23 września 2023

### Klubowe
| Klub               | Sezon              | Liga               | Liga    | Liga   | Puchar kraju | Puchar kraju | Kontynentalne | Kontynentalne | Suma    | Suma   |
| Klub               | Sezon              | Poziom             | Występy | Bramki | Występy      | Bramki       | Występy       | Bramki        | Występy | Bramki |
| ------------------ | ------------------ | ------------------ | ------- | ------ | ------------ | ------------ | ------------- | ------------- | ------- | ------ |
| Hammarby IF        | 2020               | Allsvenskan        | 6       | 0      | 1            | 2            | 0             | 0             | 7       | 2      |
| Hammarby IF        | 2021               | Allsvenskan        | 29      | 9      | 7            | 2            | 6             | 0             | 42      | 11     |
| Hammarby IF        | Łącznie            | Łącznie            | 35      | 9      | 8            | 4            | 6             | 0             | 49      | 13     |
| FC København       | 2021/2022          | Superligaen        | 2       | 1      | 0            | 0            | 0             | 0             | 2       | 1      |
| FC København       | 2022/2023          | Superligaen        | 2       | 0      | 0            | 0            | 0             | 0             | 2       | 0      |
| FC København       | Łącznie            | Łącznie            | 4       | 1      | 0            | 0            | 0             | 0             | 4       | 1      |
| Łącznie w karierze | Łącznie w karierze | Łącznie w karierze | 39      | 10     | 8            | 4            | 6             | 0             | 53      | 14     |

## Sukcesy

### Klubowe
Hammarby IF
- Puchar Szwecji: 2020/2021

FC København
- Mistrzostwo Danii: 2021/2022, 2022/2023